# Jewhen Morozenko
Jewhen Serhijowycz Morozenko, ukr. Євген Сергійович Морозенко (ur. 16 grudnia 1991 w Kijowie) – ukraiński piłkarz, grający na pozycji pomocnika.

## Kariera piłkarska

### Kariera klubowa
Wychowanek klubów Widradny Kijów oraz Dynamo Kijów, barwy których bronił w juniorskich mistrzostwach Ukrainy (DJuFL). Karierę piłkarską rozpoczął 29 lutego 2008 w składzie Dynamo-2 Kijów. W czerwcu 2012 został wypożyczony na pół roku do mistrza Czech Slovana Liberec. W lipcu 2013 został wypożyczony do Howerły Użhorod, w którym przebywał do końca roku. 13 lipca 2015 podpisał kontrakt z FK Ołeksandrija. 8 września 2015 za obopólną zgodą kontrakt został anulowany. W lutym 2016 został piłkarzem Gurii Lanczchuti. W marcu 2017 podpisał kontrakt z Weresem Równe. W maju 2018 opuścił Weres. 9 lipca 2018 podpisał kontrakt z Olimpikiem Donieck, ale już 30 sierpnia 2018 za obopólną zgodą kontrakt został anulowany. 24 stycznia 2019 zasilił skład Czornomorca Odessa. 17 lipca 2019 wrócił do Weresu Równe. 1 października 2019 za obopólną zgodą kontrakt został rozwiązany.

### Kariera reprezentacyjna
W 2007 debiutował w reprezentacji Ukrainy U-17. Potem występował w reprezentacji Ukrainy U-19.

## Sukcesy i odznaczenia

### Sukcesy piłkarskie
Weres Równe
- brązowy medalista Ukraińskiej Pierwszej Ligi: 2016/17